# 佐藤廣士 (実業家)
佐藤 廣士（さとう ひろし、1945年9月25日 - ）は、日本の実業家、工学博士。神戸製鋼所代表取締役社長、同社代表取締役会長、神戸国際会館代表取締役社長、関西経済連合会副会長、日本鉄鋼連盟副会長、日本知的財産協会会長等を歴任。

## 人物・経歴
大分県日出町出身。大分県立杵築高等学校を経て、九州大学工学部金属学科卒業。表面処理分野研究室出身。1970年九州大学大学院工学研究科冶金学専攻修士課程修了、神戸製鋼所入社。1983年「チタンの不働態化反応と局部腐食に関する研究」で九州大学より工学博士の学位を取得。
神戸製鋼所では技術開発本部材料研究所長、開発企画部長、技術開発本部長を経て、1996年取締役に昇格。常務、専務を経て、2004年代表取締役副社長。2009年から代表取締役社長。2013年代表取締役会長。2016年取締役相談役。同年相談役。2018年顧問。
この間、2009年から日本鉄鋼連盟副会長、2013年から関西経済連合会副会長を務めたほか、住友電気工業取締役、大日本住友製薬取締役、日東電工取締役、日本知的財産協会会長、日本産業機械工業会副会長等も歴任した。2019年神戸国際会館代表取締役社長。